# Белл, Джозеф
Доктор Джо́зеф Бе́лл (англ. Joseph Bell; 2 декабря 1837 — 4 октября 1911) — британский врач-хирург, профессор Эдинбургского университета, наставник Артура Конан Дойла. Получил мировую известность как прототип Шерлока Холмса в произведениях своего протеже.

## Биография

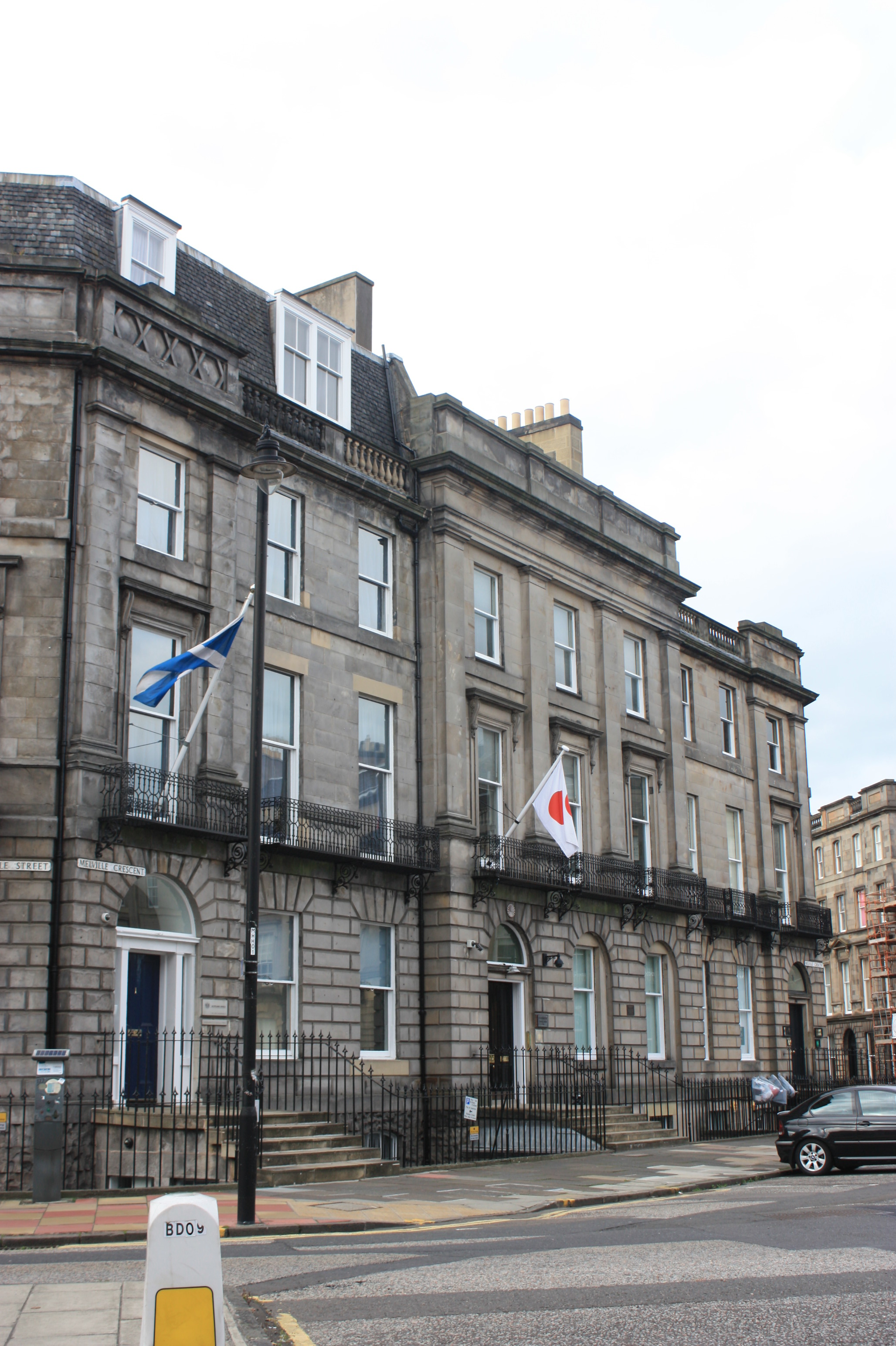
Дом Доктора Белла в Мелвилл-Кресент, Эдинбург

Родился в семье шотландского врача Белла. С детства был разносторонне способным ребёнком, ему легко давались как прикладные, так и гуманитарные науки, хотя предпочтение отдал физике и химии. Особым увлечением Белла в более зрелом возрасте было изучение влияния ядов на организм человека, для чего в его доме имелась специальная лаборатория.
Став врачом, Джозеф Белл быстро обрёл популярность в Эдинбурге, поскольку много работал и не отказывал в помощи людям с невысоким достатком. Умел точно определить профессию и характер своих пациентов и всегда советовал своим студентам пользоваться глазами, слухом, обонянием в той же мере, что и мозгом. К примеру, по разрывам на брюках определял, что его пациент — сапожник-левша, или по запаху догадывался, что перед ним — лакировщик. Порой врач имел непосредственное отношение к детективной работе: например, когда Джек-потрошитель в 1888 году убил свою четвёртую жертву в Лондоне, Скотланд-Ярд консультировался у Белла.
Был высоким, жилистым человеком с тёмными волосами, внимательными глазами, худыми плечами, дергающейся походкой и резким голосом; курил трубку. Химические опыты проводил независимо от того, насколько был загружен в университете и лечебной практике.

## Прототип Шерлока Холмса

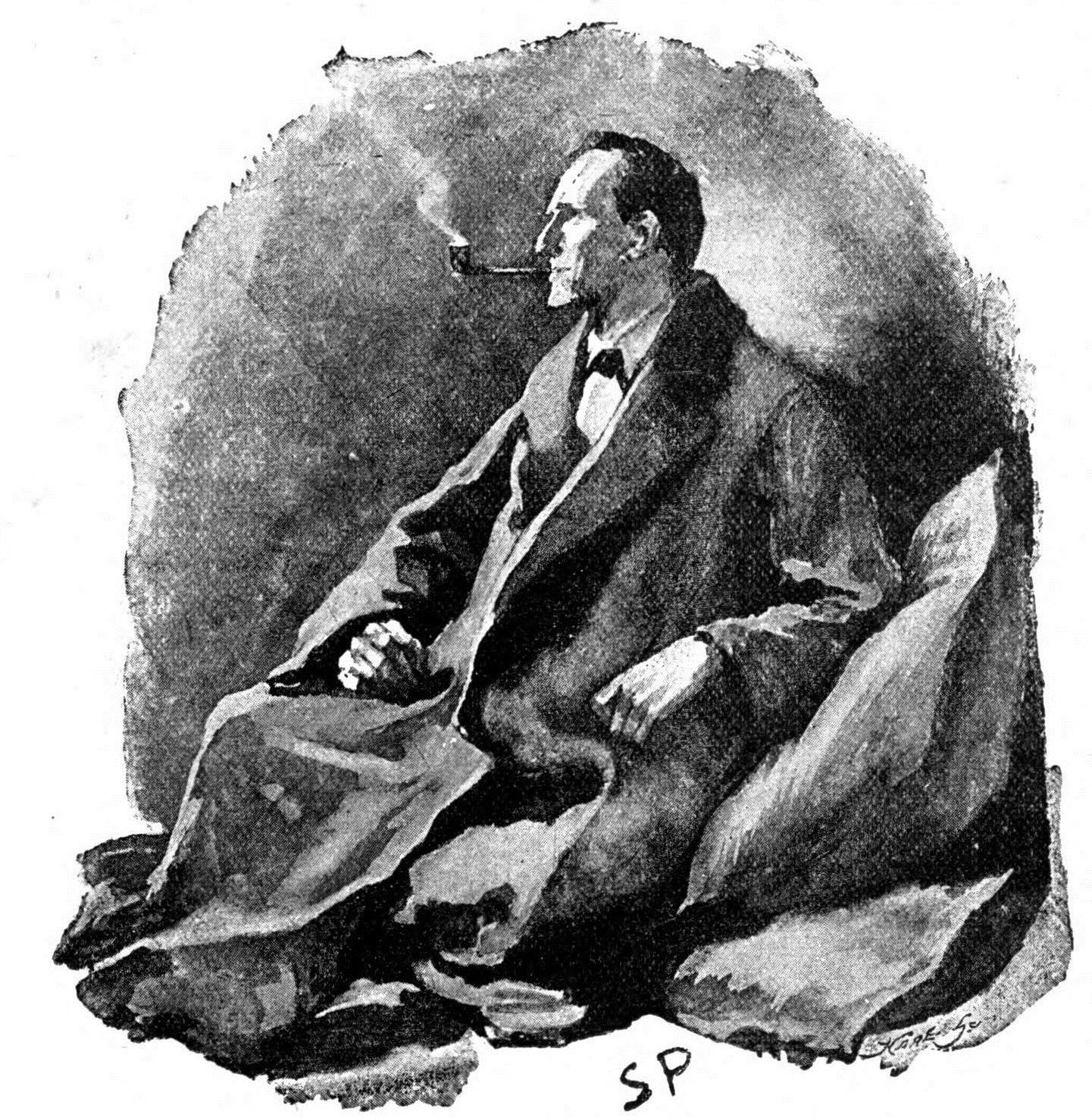
Иллюстрация Сидни Эдварда Пэджета

Артур Конан Дойл познакомился с Беллом в 1877 году. Позже тот взял молодого врача ассистентом к себе в Эдинбургскую клинику, где Дойл ежедневно наблюдал за ним. В 1887 году, к 50-му дню рождения своего наставника, Дойл издал «Этюд в багровых тонах» — первую повесть о Шерлоке Холмсе, вымышленном персонаже, который впоследствии стал участником целого цикла популярных историй с детективным сюжетом. Прототипом сыщика, как неоднократно заявлял сам Дойл, был доктор Джозеф Белл с его особым методом. Наставник был в курсе писательского дебюта ученика и с гордостью отзывался о нём.
Лекции Белла привлекали многих людей, его часто вспоминали и другие сокурсники Дойла, которые стали впоследствии известными писателями: Джеймс Барри и Роберт Льюис Стивенсон. Причём Стивенсон, который жил на Самоа в 1893 году, впервые прочитав рассказы Конан Дойла, спросил его в письме: «Уж не мой ли это старый добрый друг доктор Джо?» Ответ был таким: «Он внебрачный ребёнок Джо Белла и месье Дюпена По (сильно разбавленный)».

## В массовой культуре
Доктор Джозеф Белл и его ученик Дойл стали героями телесериала Би-би-си «Комнаты смерти», который представляет собой фантазию на тему факта создания образа Шерлока Холмса на основе личности Джозефа Белла.
- Упоминается в сериале «Доктор Хаус» (5-й сезон, 11-я серия), книга «Руководство по хирургическим операциям».
- Упоминается сериале «Рицолли и Айлз», 7-й сезон, 6-я серия.
- Упоминается в сериале «Во тьме», 3-й сезон, 1-я серия.